# Horváth János (gépészmérnök)
Egregi Horváth János (Győr, 1836. szeptember 20. – Baja, 1910. április 15.) gépészmérnök, lapszerkesztő.

## Élete
Horváth János földbirtokos és Sikor Anna fia. A gimnázium alsóbb osztályait Budán a kegyesrendieknél végezte. A szabadságharc után szülei nem akarták őt a tudományos pályára nevelni, tehát az óbudai hajógyár gépészeti osztályába vétették fel mint gyakornokot. 1853-ban Zürichbe ment, ahonnét mint gépészmérnök nagyobb utazást tett; Angliában több időt töltvén, tanulmányozta az ott már akkor kifejlett gépipart. 1855-ben érkezett haza és Vidats István hívta meg nagy kiterjedésű gépgyárába, ahol az első magyar locomobilt készítette. Később függetlenül gazdasági gépek, gyárak és nagyobb üzemberendezéseket eszközölt. 1865-ben Jászkiséren gőzmalmot épített magának és ott telepedett le. 1874-ben a minisztérium pályázatot hirdetett a legjobb gazdasági gépek leírására és használatára, mire Horváth is benyújtotta erre vonatkozó pályamunkáját. 1876-ban Fehér Miklós gépgyárostól meghívást kapott és több évig vezette annak gyárát. 1879-ben a székesfejérvári ipar- és gazdasági kiállításon megbizatott a magyar királyi államgépgyár képviseletével. A kiállítás bezárása után egészsége meggyengült; emiatt a gyakorlati működéstől egészen visszalépett és teljesen a szakirodalomnak szentelte idejét.
Közgazdasági cikkeket írt a Pesti Naplóba (1865-67); később a Földmivelési Érdekeinkbe; ezenkívül már megelőzőleg is több gazdasági lapnak levelezője volt és a külföldi lapokban ismertette közgazdasági viszonyainkat. Nevezetesebb cikkei, melyeket az említett lapokba és saját lapjába írt a következők: A magyar gépipar kérdéséhez, A magyar királyi államvasutak gépgyára Budapesten, Társadalmunk helyzetének képe, Magyarország földmívelőinek érdeke, A székesfejérvári kiállítás, Gépiparunk fejlődése, A villamos vasutak, Az elektromos erő, A kazánrobbanásról, Iparunk fejlődése, Az anarchismus, Az aluminium sat.
1882-ben megalapította a Gépipar c. szaklapot, melyből akkor 5 szám jelent meg; 1891. október 1-jén folytatta 1892. február 1-ig, midőn azt az országos gépészegyesületnek engedte át és március 15-től Magyar Gépipar címmel mint az egyesület hivatalos lapját 1895. március 1-ig szerkesztette. 1895. május 25-én megalapította a Gépészeti Lapokat, melyet mai napig szerkeszt.